# Ameletidae
Ameletidae is een familie van haften (Ephemeroptera).

## Geslachten
De familie Ameletidae omvat de volgende geslachten:
- Ameletus Eaton, 1885
- Metreletus Demoulin, 1951